# 阿部真奈
阿部 真奈（あべ まな、1994年7月3日 - ）は、テレビユー福島所属の報道記者。元おながわさいがいエフエム専属アナウンサー。

## 略歴
宮城県女川町に生まれ育つ。高校時代は演劇部に所属し、将来はケーキ屋になるのが夢だったが、高校2年に上がろうとした矢先の2011年3月11日に東日本大震災が発生。大津波で避難を急いだ末に母と祖父、姪を失った。これにより祖母と共に避難生活を送っていたが、発生2か月後に臨時災害放送局として立ち上がった「おながわさいがいエフエム」（以下、おながわFMと略す）にメッセージを送ったことがきっかけで、同局専属の“女子高生アナウンサー”として活動を開始する。
その間2012年10月9日、AO入試で慶應義塾大学の合格内定を受け、2013年4月、同大学の総合政策学部に入学。大学入学後も引き続き「おながわ☆なう」に出演する他、2015年1月28日には「第6回若者力大賞」でユースリーダー賞を受賞。同年には『おながわ復興まちびらき』のイベント司会として、女川駅新築完成（2015年3月21日）や女川町まちなか交流館完成（2015年12月23日 - 12月27日）記念に立ち会った。
しかし2016年3月29日におながわFMは臨時災害放送局としての活動を終了。以後、おながわFMは一般社団法人として制作事業や情報発信に専念。阿部も東京都渋谷区のコミュニティ放送局「渋谷のラジオ」で、『渋谷なう』という番組を担当していた。
2017年3月に大学を卒業し、同年4月にテレビユー福島入社。本社社会部県警担当などを務め、2018年からは同局の郡山支社に出向。同年4月23日放送の『Nスタふくしま』では、自身がディレクターを務めた柳美里（作家）の密着ドキュメントが放送された。2020年7月からは『Nスタふくしま』の「こおりやま発!旬感ライブ」コーナーを担当する他、『げっきんチェック』にもリポーター出演している。
2020年11月22日、自身のツイッターで一般男性との入籍を発表した。

## 逸話
ももいろクローバーZの高城れにが、おながわFMで活動する阿部の存在を知ったのを機に、ももクロとの交流を深めるようになった。2015年12月31日に東京・豊洲PITで行われた『第一回ゆく桃くる桃〜笑顔ある未来〜』では、第一部「年忘れロイヤルランブル～ももいろトークセッション～」に阿部がゲスト出演した他、テレビ朝日『ももクロChan〜Momoiro Clover Z Channel〜』の「ぶらり高城れにin東北」（2017年4月12日未明放送）にも登場した。ちなみにももクロのリーダー・百田夏菜子とは同じ1994年7月生まれである。

## 出演番組

### 現在
テレビユー福島
- Nスタふくしま「こおりやま発!旬感ライブ」担当（2020年7月 - ）[10][11]
- げっきんチェック[11]

### 過去
- おながわ☆なう（おながわさいがいエフエム）
- 渋谷なう（渋谷のラジオ）
- ジョシおん! 大好き東北ガールズライブ（NHK仙台放送局・2015年10月30日放送[注 1]）- ナレーション[16]
- がんばっぺラジオ2016 卒業（NHK仙台放送局・2016年5月6日放送[注 2]） - ナレーション[17]